# Strand
A strand az épülő tengerpartokon, illetve nagyobb vízfelületek (folyamok és tavak) partjain létrejövő felszíni forma, a szárazföld és a vízfelszín között elterülő átmeneti terület. A strandokat különböző szemcseméretű kőzettörmelék borítja, amely a kavicstól a finom homokig terjedhet. A köznyelvben strandnak nevezik a települések területén, medencékkel kialakított szabadtéri fürdőket is.

## Kialakulása

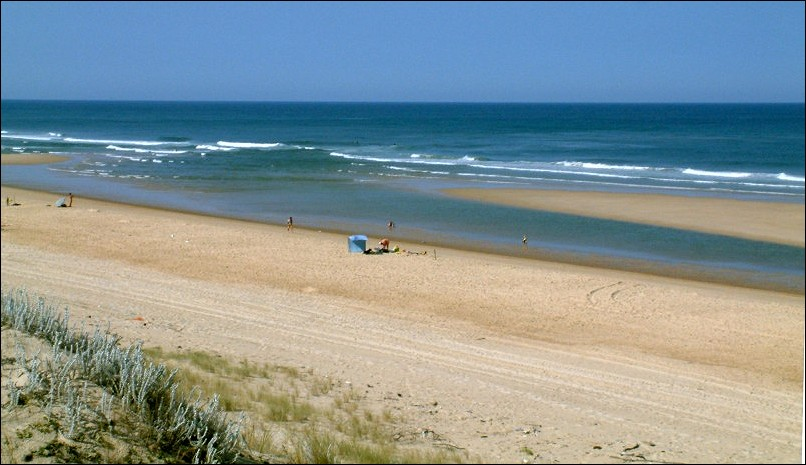
Strand Németország északi részén

A strandok tengerpartokon, nagy tavak mellett, illetve a nagyobb folyók partján jönnek létre. A strandot létrehozó anyagot a víz szállítja a helyszínre, illetve annak romboló hatására válik le a partot alkotó kőzetek anyagából. A törmelékanyag a turzások keletkezéséhez hasonlóan ott halmozódik fel, ahol a víz elveszíti hordalékszállító képességét. A strandok egyszerre épülő és pusztuló képződmények. Ahol az ún. romboló hullámok a part anyagát a tenger mélyére szállítják, ott pusztuló strandról beszélhetünk. A strandok ott épülnek, ahol az építő hullámok által szállított törmelék mennyisége meghaladja a pusztító hullámok által elszállított anyag mennyiségét. A parti homokot a szél gyakran dűnékbe rendezi, amelyek a növényzet első foltjai telepednek meg.
A strandok leggyakrabb megjelenési formája a széles homokpad, amely a szárazföld felől a víz irányába enyhén lejt.

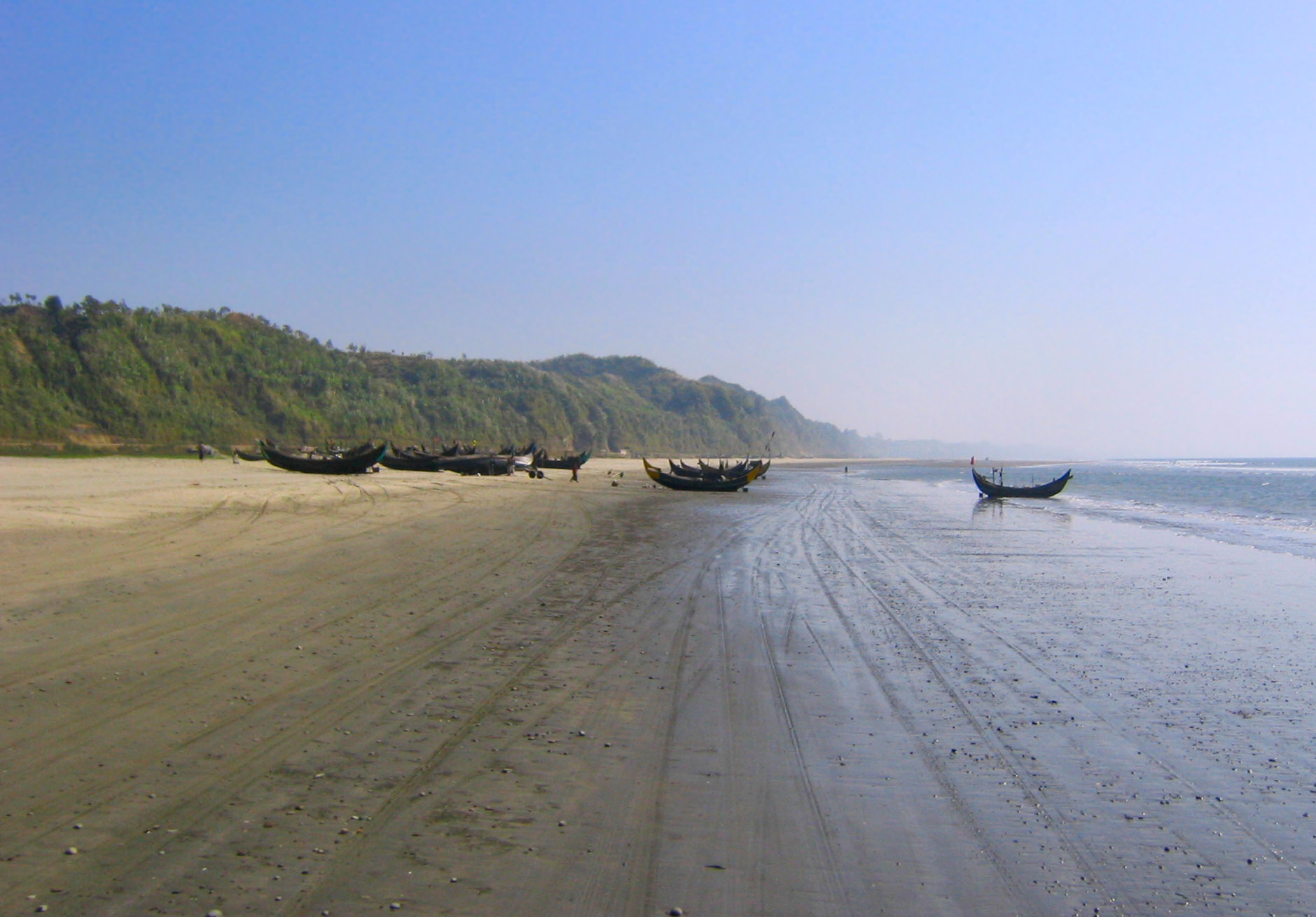
Cox’s Bazar, Banglades

A strandhomok színe attól függ, hogy a környező partvidéken milyen a kőzetek színe. Vulkanikus szigetek környezetében fekete, kvarcból vagy mészkőből felépülő partok környékén fehéres színű homokkal találkozhatunk. A strandok megfelelő körülmények esetén igen hosszú tengerparti területeket foglalhatnak el. Sok strand küzd a világ legnagyobb strandja címéért. A legnagyobb ilyen forma valószínűleg a Cox’s Bazar nevű bangladesi partvidék, amely 120 km hosszú.

## Idegenforgalmi jelentősége
A strandok a viktoriánus Angliában váltak a pihenés és rekreáció célterületévé, ám ebben az időben még nem jelentette a partvidék szükségszerű átalakulását. A tömegturizmus 20. század közepén jelent meg a strandokon, majd idővel a strandok váltak az idegenforgalom legfőbb attrakciójává. Az idegenforgalmilag frekventált országokban a tengerpart megváltozott, szállodák és sétányok épültek a partok mentén. Magyarországon a fürdőket is strand néven illetik, teljesen általánosan használt és elfogadott formula, a kifejezés ezen értelme vélhetően német eredetű, ugyanis német nyelvterületen is így alakult a szó jelentésének változása.

## Környezetvédelem
A nagy embertömeg igen megterhelő a környezetre. A mediterrán régióban a szállodák sokszor a vonzó tiszta homokos felszín kialakítása érdekében letisztítják a terület növényzetét, ami a strand pusztulását segíti elő. Napjainkban majd minden idegenforgalmilag fontos területet érint a parton felhalmozódó kommunális hulladék. A Balaton-parti területeken megfelelő egyensúlyt kell találni a parti nádasok megőrzése érdekében. A kialakított strandterületeket - általában az egyes községek területét elválasztó sávban - nádasok váltják.

## Fordítás
- Ez a szócikk részben vagy egészben  a   Strand című német Wikipédia-szócikk ezen változatának fordításán alapul.  Az eredeti cikk szerkesztőit annak laptörténete sorolja fel. Ez a jelzés csupán a megfogalmazás eredetét és a szerzői jogokat jelzi, nem szolgál a cikkben szereplő információk forrásmegjelöléseként.
- Ez a szócikk részben vagy egészben  a   Beach című angol Wikipédia-szócikk ezen változatának fordításán alapul.  Az eredeti cikk szerkesztőit annak laptörténete sorolja fel. Ez a jelzés csupán a megfogalmazás eredetét és a szerzői jogokat jelzi, nem szolgál a cikkben szereplő információk forrásmegjelöléseként.